# جایزه بزرگ کانادا ۱۹۶۷

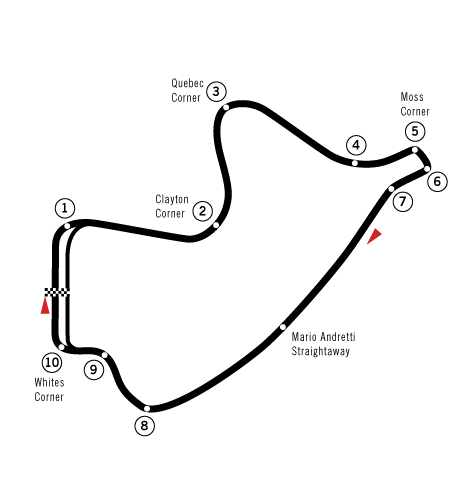
مسیر پارک موسپورت

جایزه بزرگ کانادا ۱۹۶۷ (انگلیسی: ‎1967 Canadian Grand Prix‎) یک مسابقهٔ موتوری در رشتهٔ اتومبیل‌رانی فرمول یک بود که در تاریخ ۲۷ اوت ۱۹۶۷ در پیست مسابقه بین‌المللی موسپورت واقع در انتاریو، کانادا برگزار شد. این گراند پری در میان ۱۱ گراند پری در فصل ۱۹۶۷، مسابقهٔ شمارهٔ ۸ بود.
در این مسابقه که در ۹۰ دور و به مسافت ۳۵۶٫۱۳ کیلومتر (۲۲۱٫۲۸۹ مایل) برگزار شد، پول پوزیشن توسط جیم کلارک کسب شد و سریع‌ترین زمان برای طی یک دور پیست که برابر با ۱:۲۳٫۱ بود نیز توسط جیم کلارک به ثبت رسید.
جک برابام از تیم برابام-رپکو، دنی هیولم از تیم برابام-رپکو و دن گرنی از تیم ایگل-وسلیک به‌ترتیب مقام‌های اول تا سوم مسابقه را کسب کردند.

## رده‌بندی قهرمانی پس از مسابقه
|       | جایگاه | راننده       | امتیاز |
| ----- | ------ | ------------ | ------ |
|       | ۱      | دنی هیولم    | ۴۳     |
|       | ۲      | جک برابام    | ۳۴     |
| ۱     | ۳      | کریس ایمون   | ۲۰     |
| ۱     | ۴      | جیم کلارک    | ۱۹     |
|       | ۵      | پدرو رودریگز | ۱۴     |
| منبع: |        |              |        |

|       | جایگاه | سازنده       | امتیاز |
| ----- | ------ | ------------ | ------ |
|       | ۱      | برابام-رپکو  | ۵۱     |
| ۱     | ۲      | لوتوس-فورد   | ۲۲     |
| ۱     | ۳      | کوپر-مازراتی | ۲۱     |
|       | ۴      | فراری        | ۲۰     |
| ۱     | ۵      | ایگل-وسلیک   | ۱۳     |
| منبع: |        |              |        |

یادداشت
- تنها پنج جایگاه نخست از هر رده‌بندی نمایش داده شده‌است.